# Yamal (compagnie aérienne)
Pour les articles homonymes, voir Yamal.
Yamal (en russe : Ямал) est une compagnie aérienne russe, dont le siège est à Salekhard.
La compagnie figure depuis 2022 sur la liste des compagnies aériennes interdites d'exploitation dans l'Union européenne.

## Flotte
En octobre 2020, la flotte de Yamal se compose de :

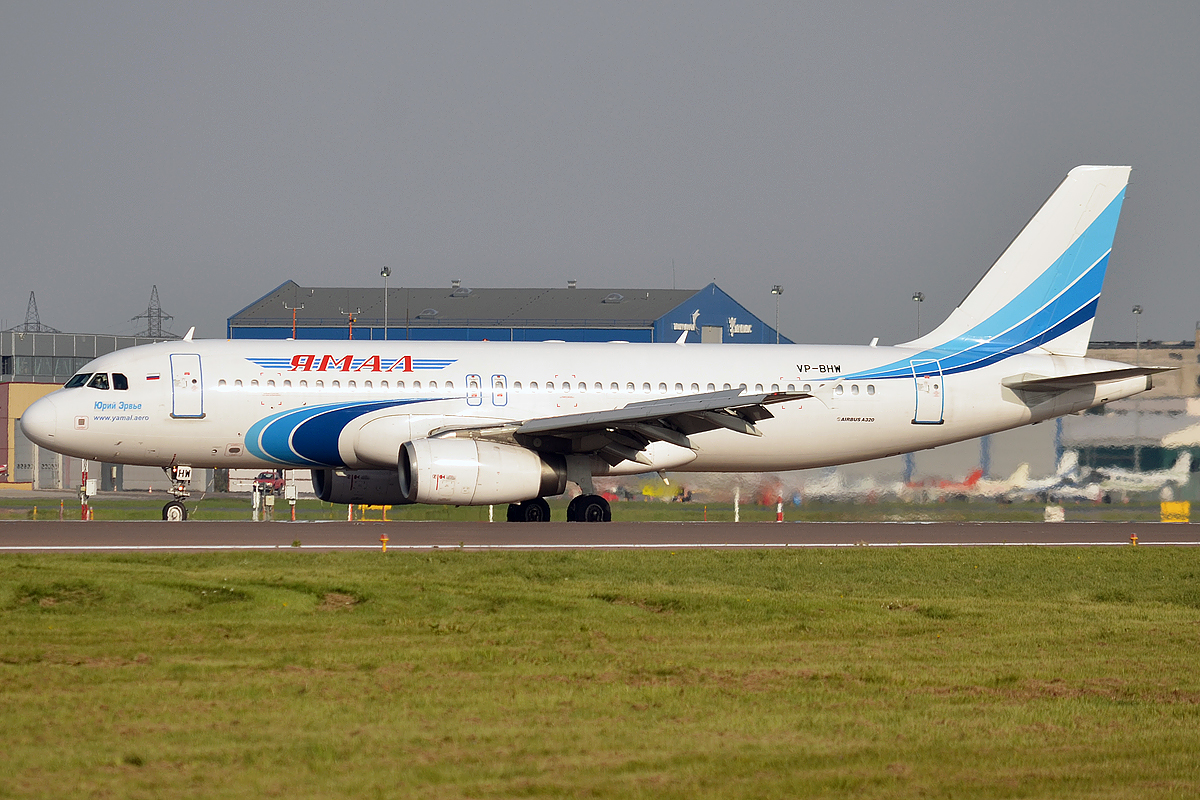
Yamal Airlines, VP-BHW, Airbus A320-232
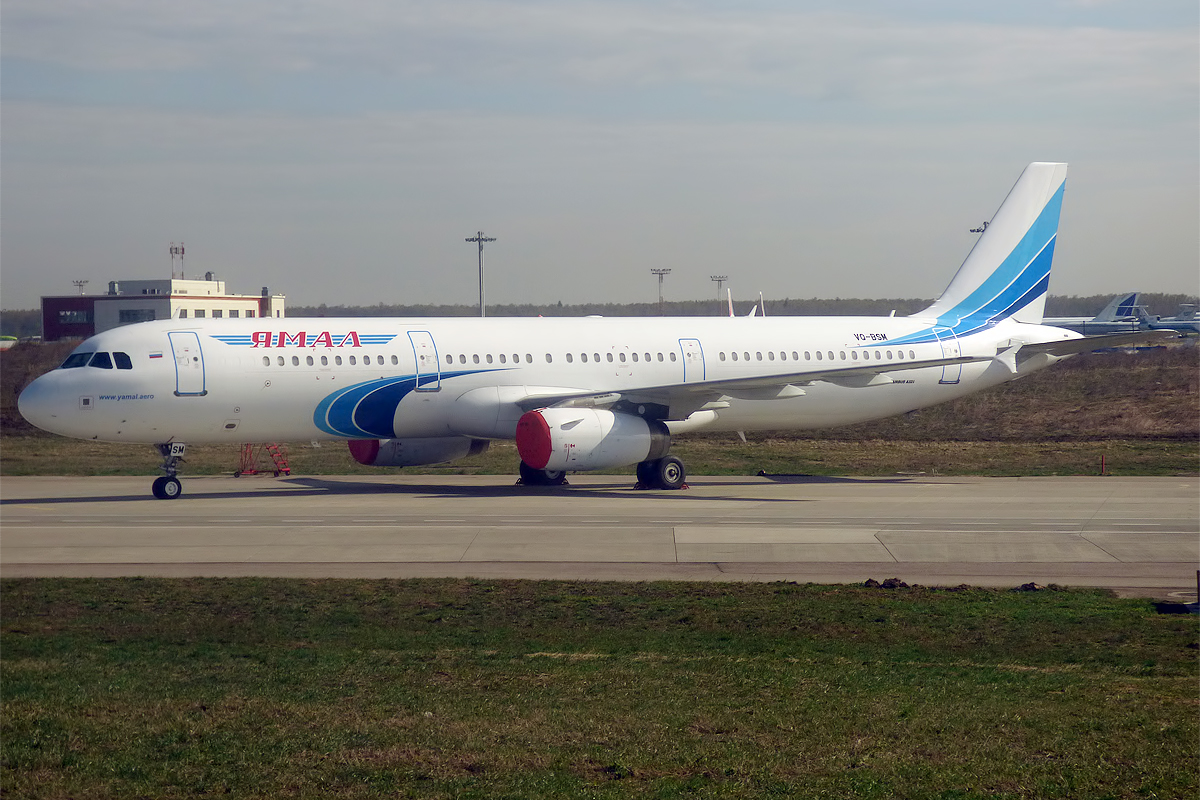
Yamal Airlines, VQ-BSM, Airbus A321-231
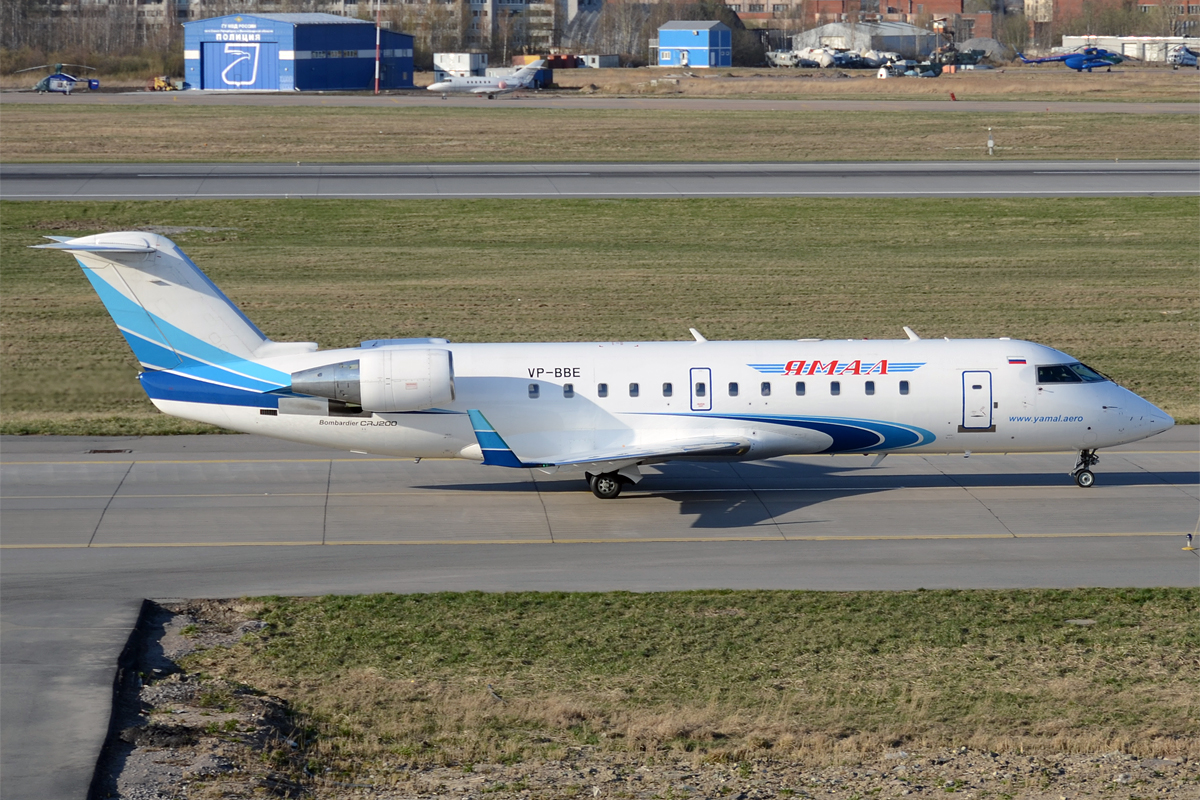
Yamal Airlines, VP-BBE, Canadair CRJ-200LR
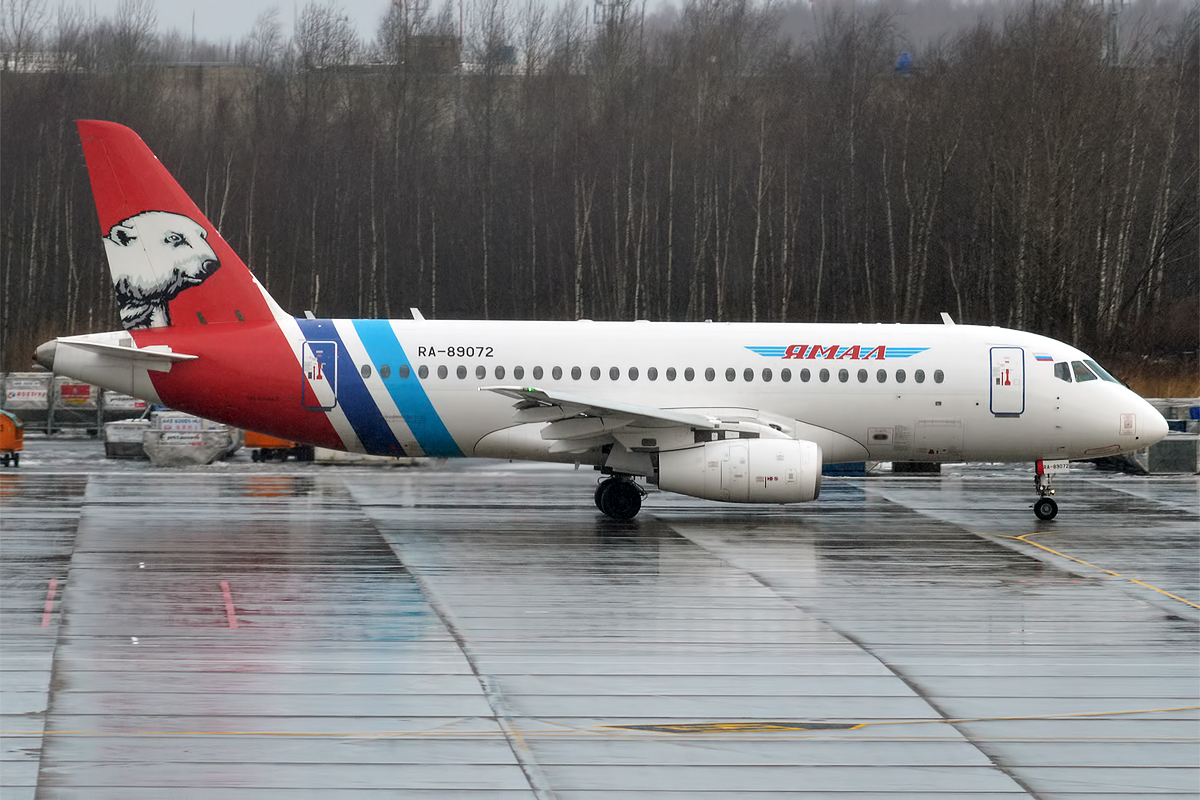
Yamal Airlines, RA-89072, Sukhoi Superjet 100-95LR

Dans le passé, la compagnie a utilisé des Tupolev Tu-134, Tupolev Tu-154 , Iliouchine Il-86, Boeing 737, etc.

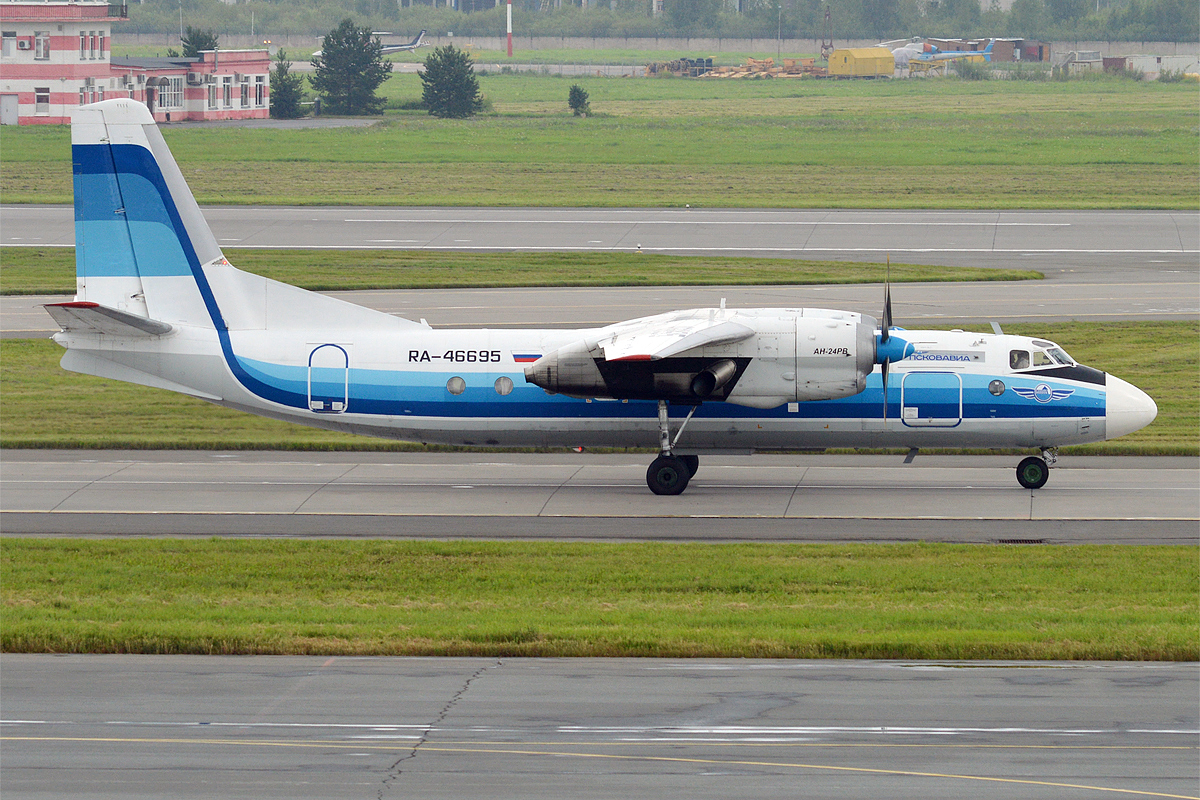
Yamal Airlines, RA-46695, Antonov An-24RV
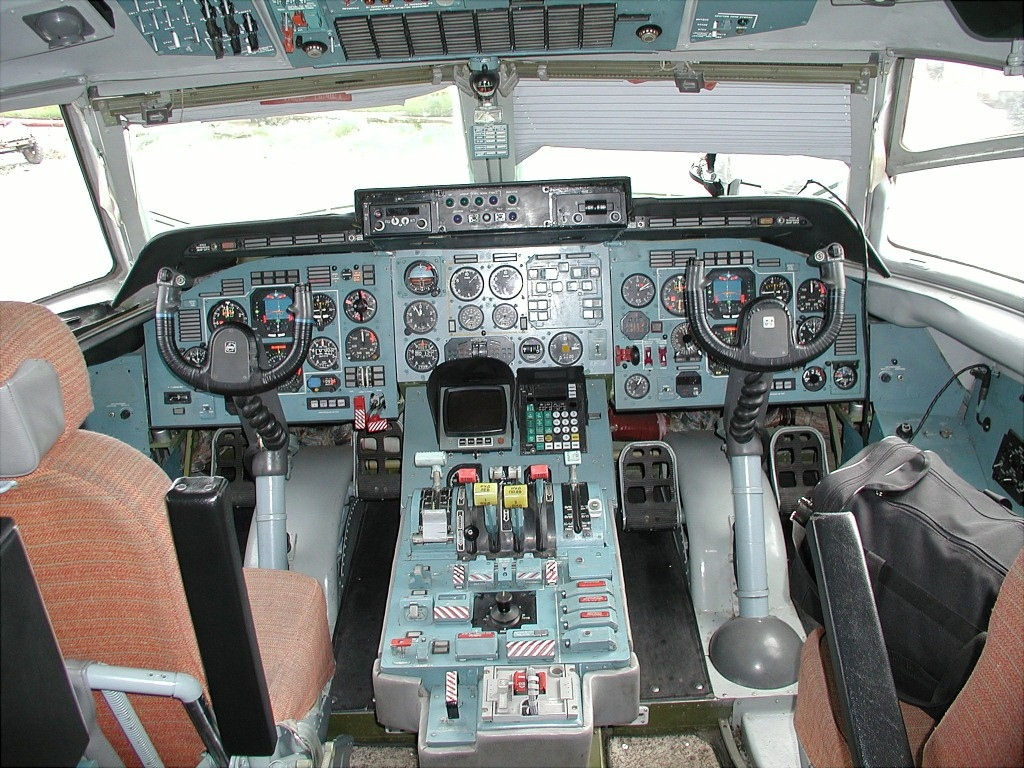
Cockpit d'un Antonov An-74-200, Alliance Avia (Yamal Airlines)
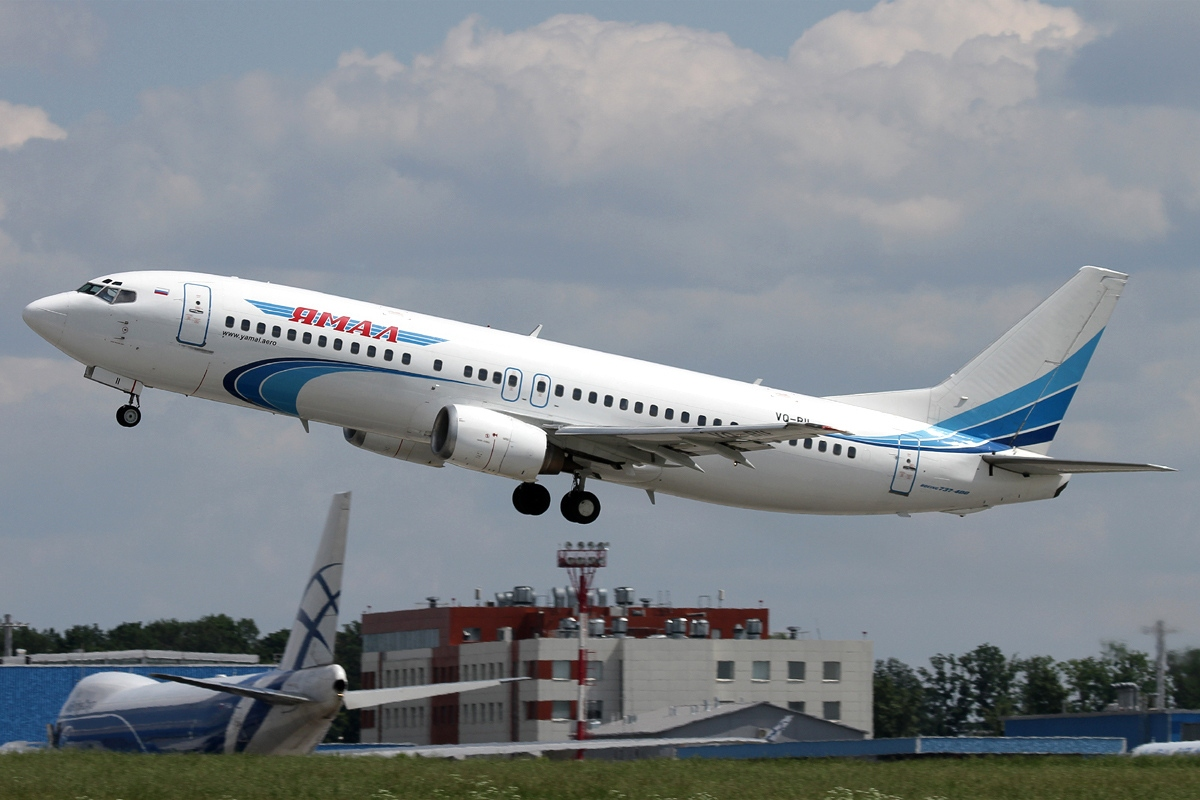
Ancien Boeing 737-48E de Yamal Airlines
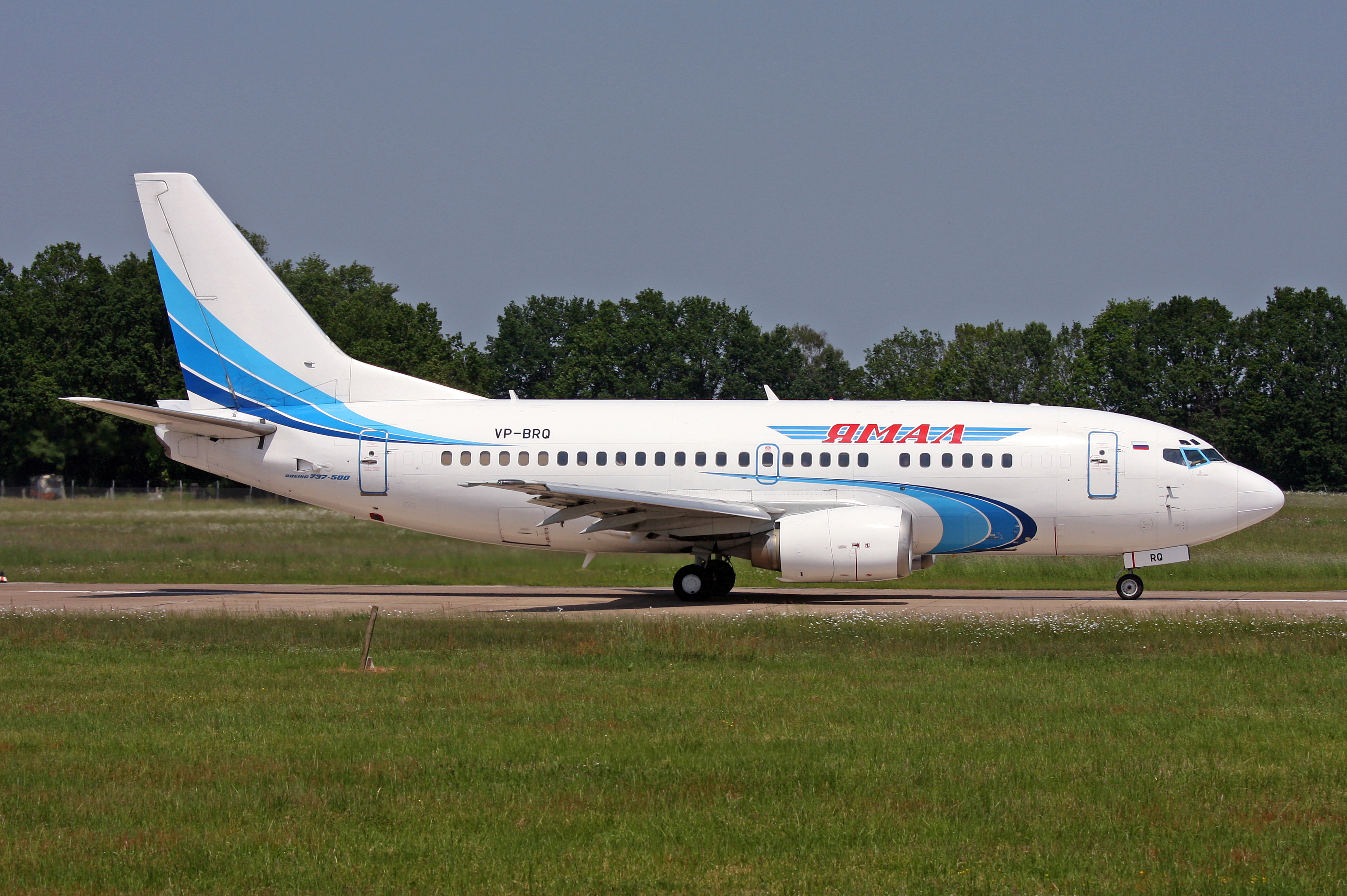
Un ancien Boeing 737-500 (VP-BRQ)
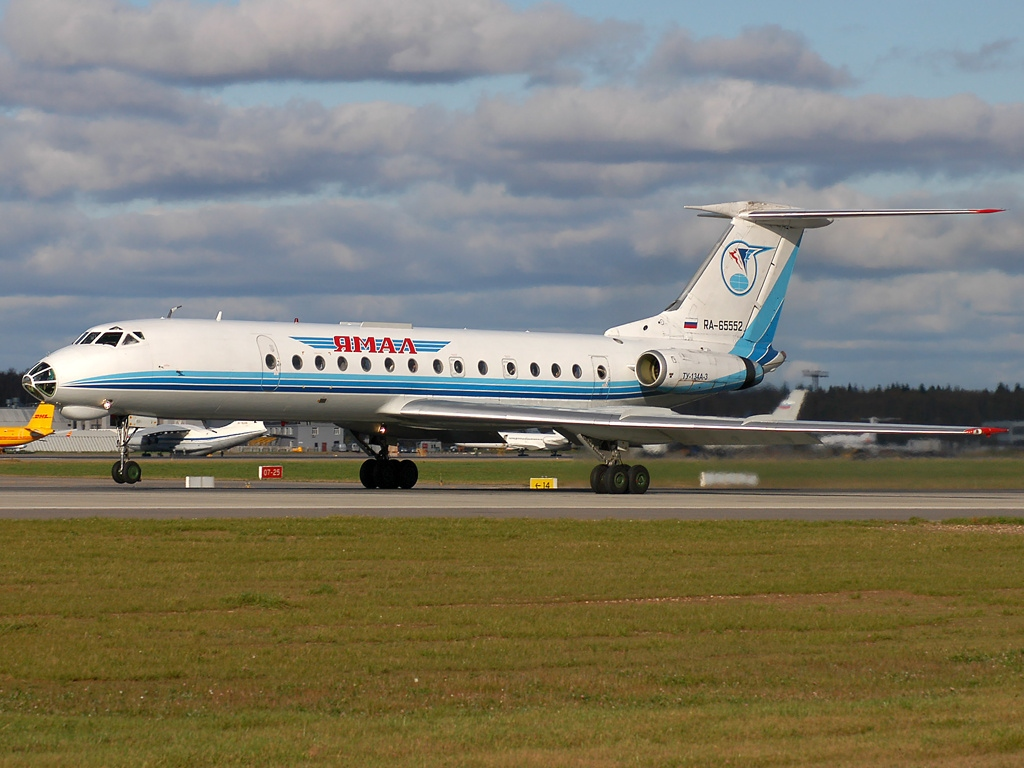
Tupolev Tu-134A-3, Yamal Airlines
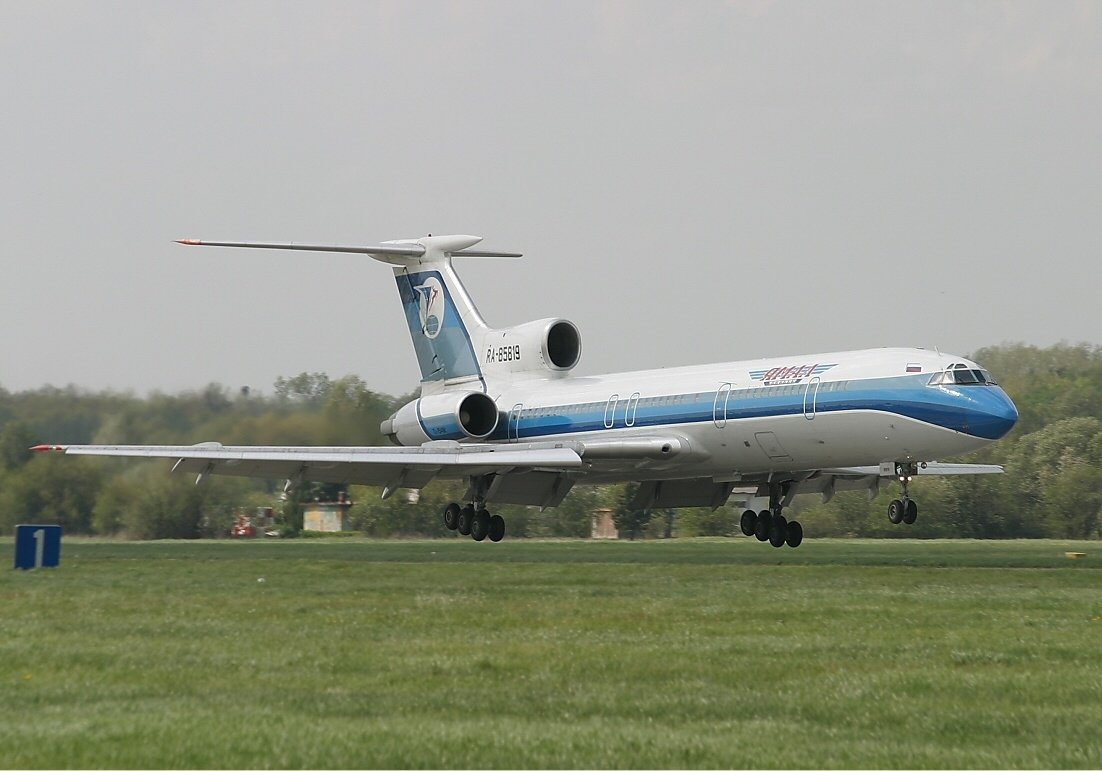
Yamal Airlines Tupolev Tu-154M retiré de la flotte
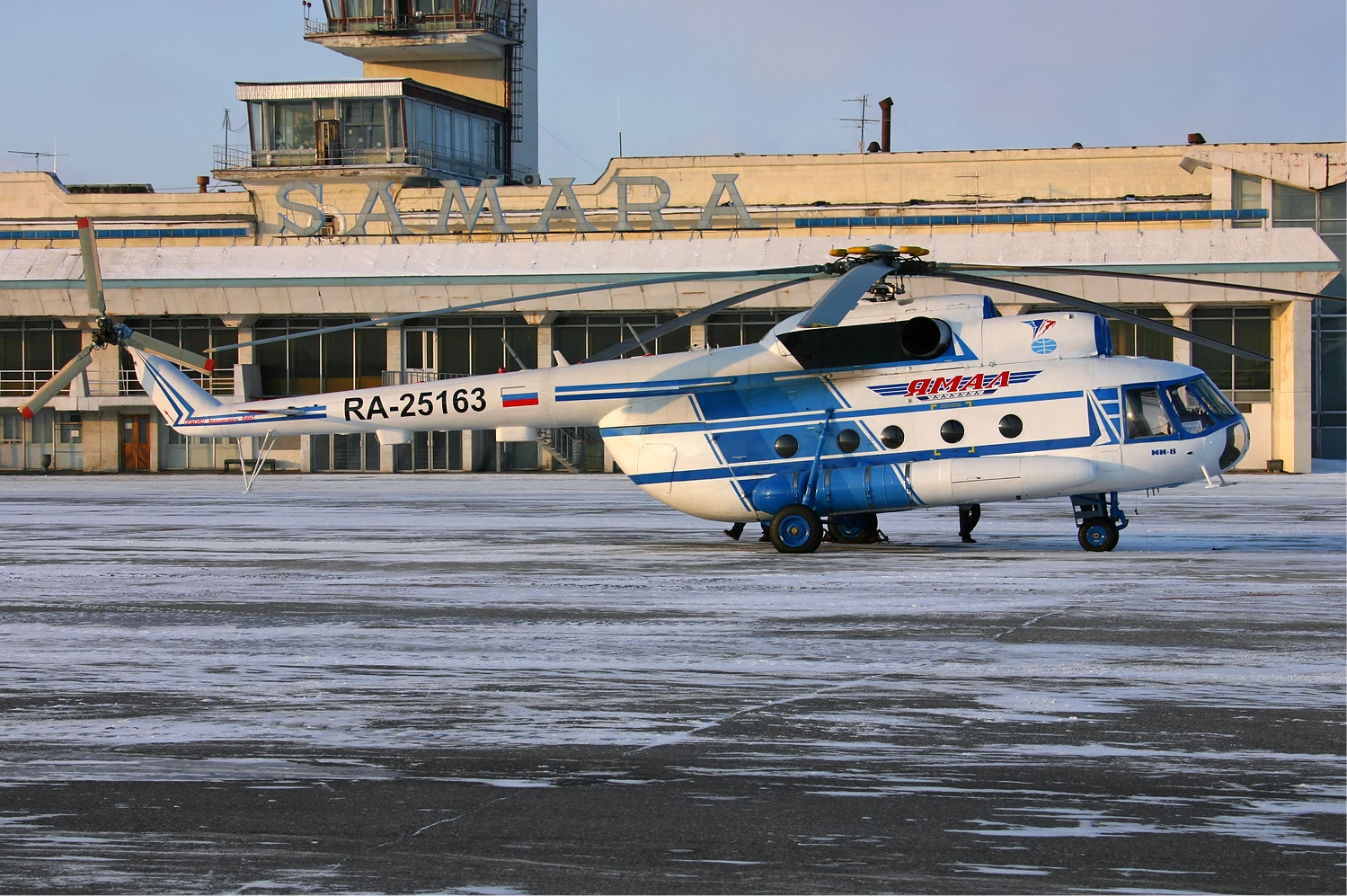
Yamal Air Company Mil Mi-8T

## Galerie

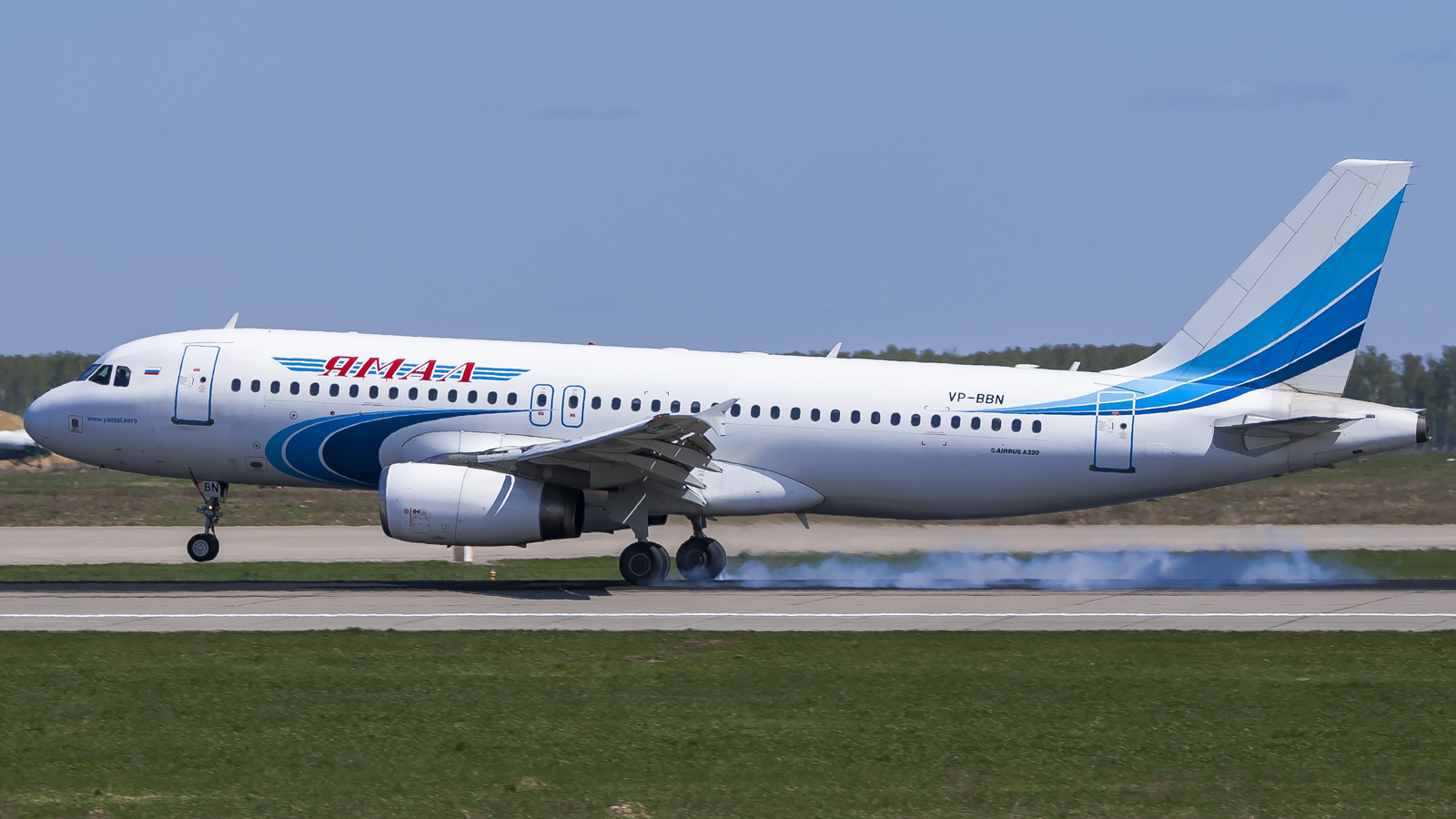
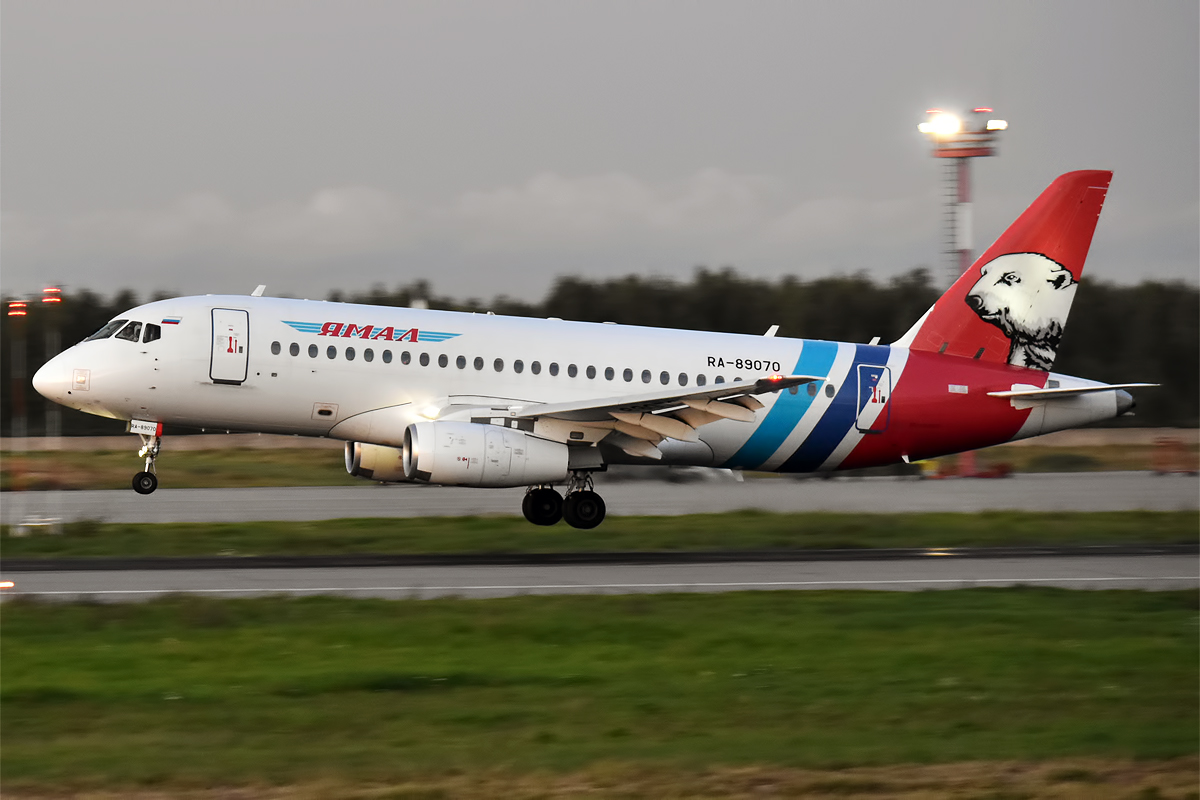
Yamal Airlines, RA-89070, Sukhoi Superjet 100-95LR
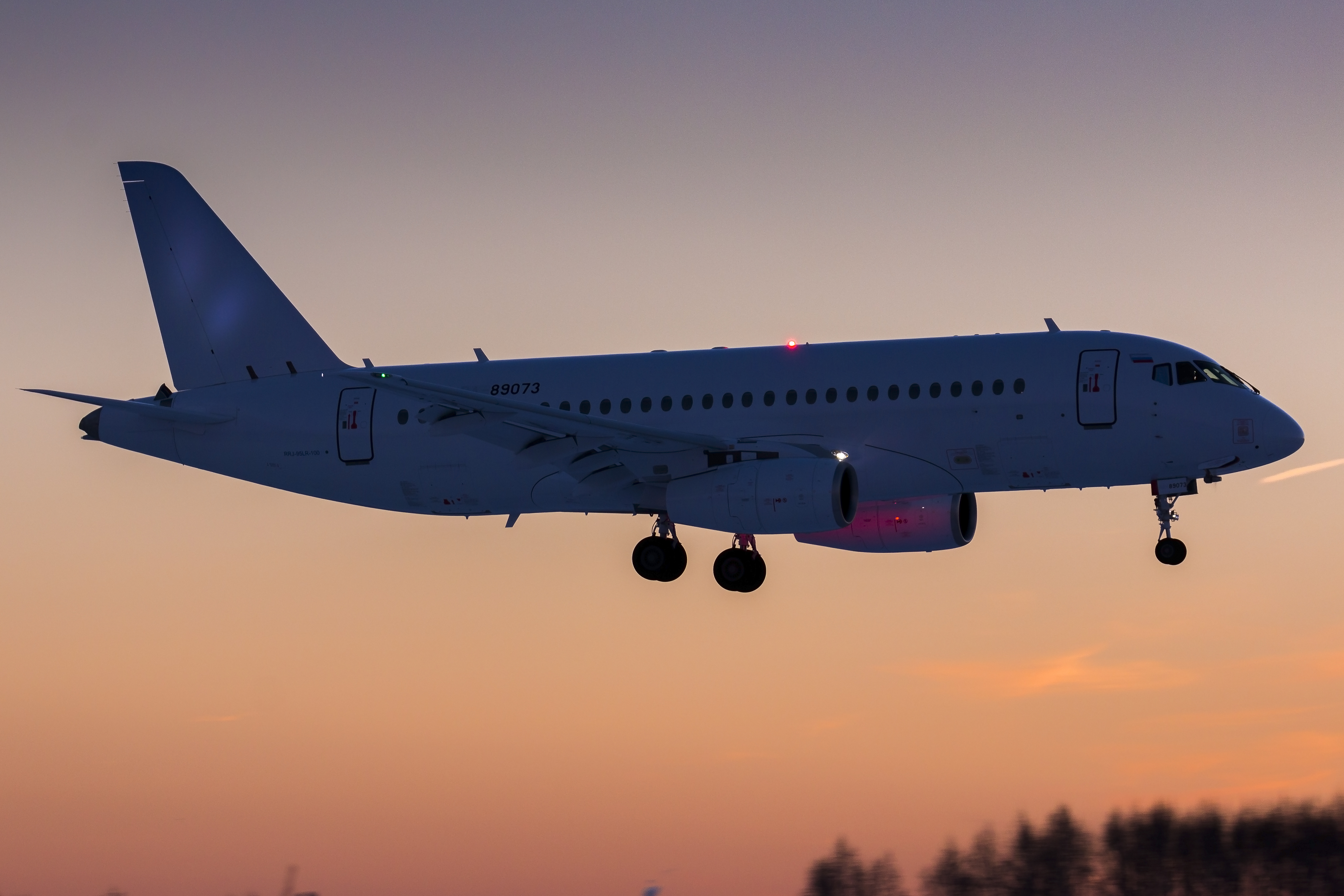
Sukhoi SuperJet 100 (89073) à Ramenskoye